# Zahhak

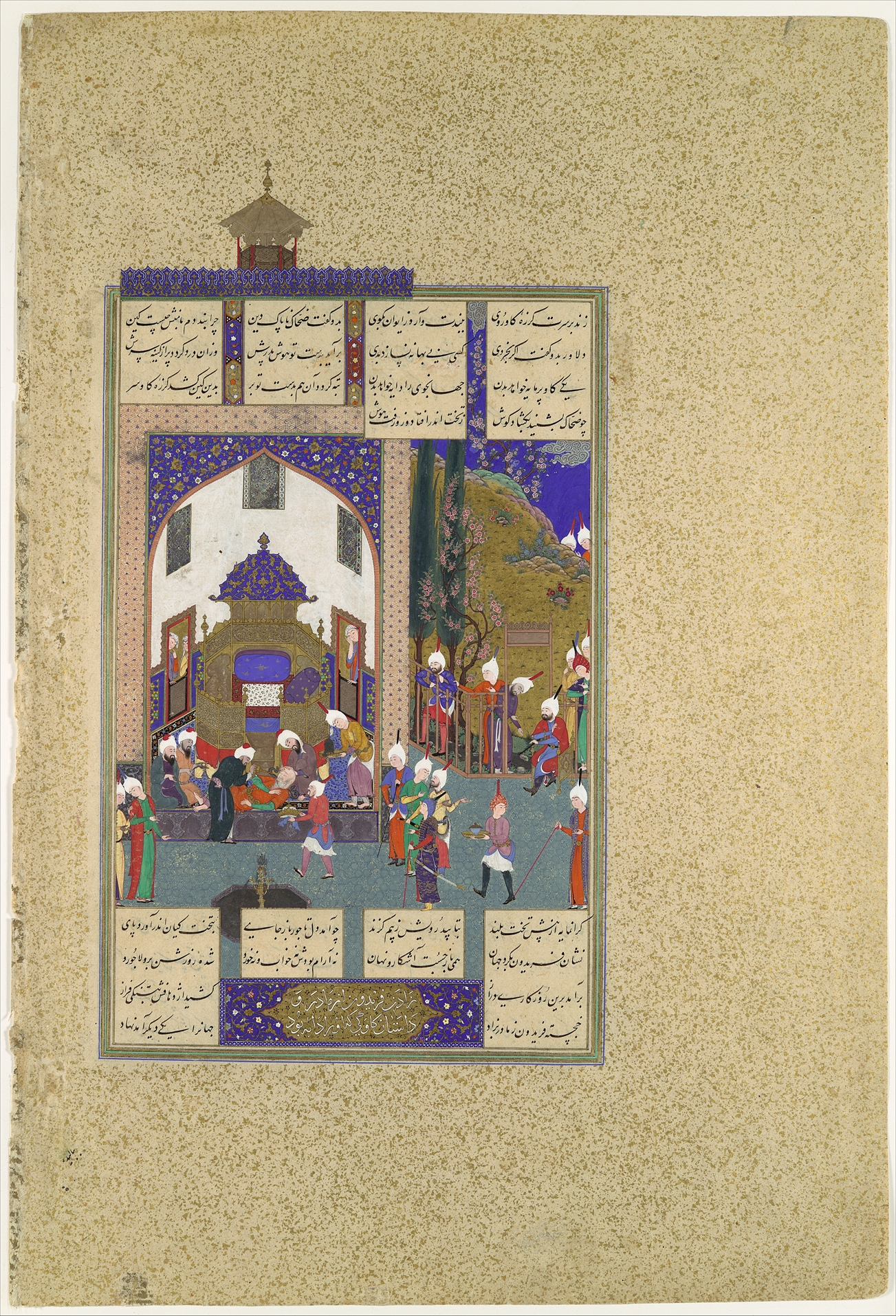
Malson de Zahhak al naixement de Faridun.

Zahhāk o Zahāk (pronunciat [Zæhɒːk]) (persa ضحّاک) és una figura maligna a la mitologia persa, evident en l'antic folklore persa com Azhi Dahaka (persa اژی دهاک), el nom amb què apareix també en els textos de l’Avesta. En pahlavi és anomenat Dahāg (persa دهاگ o Bēvar Asp (persa بیور اسپ) aquest últim significa "aquell que té 10.000 cavalls". En el zoroastrisme, Zahhak (que porta el nom d'Aži Dahāka) és considerat el fill d'Angra Mainyu, l'enemic d'Ahura Mazda. A la Shāhnāmah de Ferdowsi, Zahhāk és el fill d'un governant anomenat Merdās.

## Etimologia i paraules derivades
Aži (Azis nominatiu) és la paraula a l'Avesta per "serp" o "drac". Es relaciona amb la paraula vèdica sànscrita ahi, "serp", i no té cap implicació sinistra.
El significat original de dahāka és incert. Entre els significats suggerits hi ha "punyent" (font incerta), "ardent" (cf. Sànscrit dahana), "home" o "humanitat" (cf. Khotanese Daha), "enorme" o "estranger" (cf. els Dahae i els vèdics dasa). En la mitologia persa, Dahāka és tractat com un nom propi, i és la font del Ḍaḥḥāk (Zahhāk) del Shāhnāme.
El terme avestà Aži Dahāka i el pahlavi azdahāg són la font del dimoni maniqueu persa mitjà de la cobdícia Az, figura mitològica antiga armenia Aždahak, persa modern aždehâ / aždahâ i persa tadjik azhdahâ i urdú Azhdahā (اژدها), així com el kurd ejdîha (ئەژدیها) que normalment significa "drac".
Malgrat l'aspecte negatiu d' Aži Dahāka en la mitologia, els dracs s'han utilitzat en algunes banderes de guerra al llarg de la història dels pobles iranians.
El grup azhdàrquida de pterosaures s'anomena a partir d'una paraula persa per a "drac" que finalment prové d' Aži Dahāka.

## Zahhāk al Shāhnāma
Al poema èpic de Firdawsí, el El Llibre dels Reis, escrit c. El 1000 dC i part del folklore iranià, la llegenda es relata amb el personatge principal que rep el nom de Zahhāk i es converteix en un monstre sobrenatural en un ésser humà maligne.

### Zahhāk a Aràbia

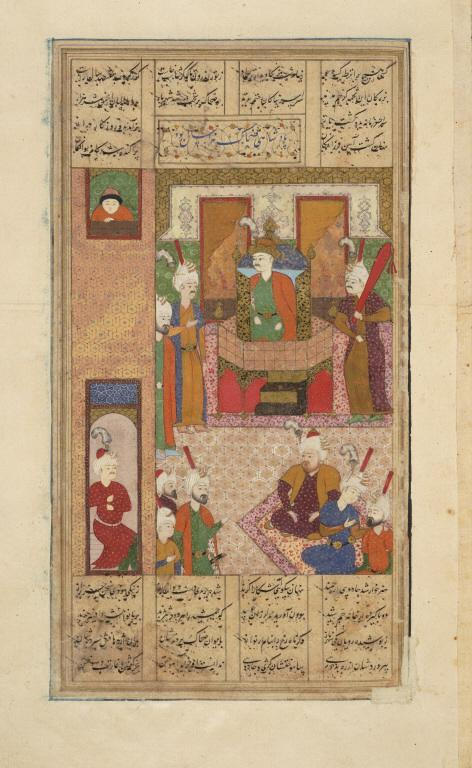
Pintura persa, que representa Zahhāk pujant al tron reial.

D'acord amb Ferdowsi, Zahhāk va néixer com el fill d'un governant anomenat Merdās (persa مرداس). A causa del seu llinatge àrab, que de vegades es diu Zahhāk-i Tazi (persa ضحاکِ تازی), que significa "Zahhāk el Tayyi ". És guapo i intel·ligent, però té un caràcter inestable i és fàcilment influït pels seus consellers. Per tant, Angra Mainyu el tria com a eina per sembrar desordre i caos. Quan Zahhāk és un home jove, Ahriman se li apareix per primera vegada com un company afalagador i alegre i, a poc a poc, el convenç per matar el seu propi pare i heretar el seu regne, tresors i exèrcit. Zahhāk cava una fossa profunda coberta de fulles en un camí cap a un jardí on Merdās resava cada matí; Merdās cau i és assassinat. Zahhāk accedeix així al tron.
Ahriman es presenta a Zahhāk com un cuiner meravellós. Després de presentar a Zahhāk molts dies de festes suntuoses (introduint la carn a la cuina humana abans vegetariana), Zahhāk està disposat a donar a Ahriman tot el que vulgui. Ahriman només demana besar a Zahhāk sobre les seves dues espatlles, i Zahhāk li ho permet. Ahriman posa els llavis sobre les espatlles de Zahhāk i de sobte desapareix. Al mateix temps, dues serps negres creixen de les espatlles de Zahhāk. No es poden eliminar quirúrgicament, ja que creix una altra serp per substituir la que ha estat tallada. Ahriman s'apareix a Zahhāk en forma de metge expert. Aconsella a Zahhāk que intentar eliminar les serps és infructuós i que l'únic mitjà per calmar les serps i evitar que el matin és saciar la fam proveint-los d'un guisat de dos cervells humans cada dia.

### Zahhāk l'emperador
En aquest moment, Jamshid, el governant del món, es torna arrogant i perd el seu dret diví a governar. Zahhāk es presenta com un salvador dels iranians descontents que busquen un nou governant. Recollint un gran exèrcit, Zahhāk caça Jamshid durant molts anys abans de capturar-lo finalment. Zahhāk executa Jamshid serrant-lo per la meitat i puja al tron anterior de Jamshid. Entre els seus esclaus hi ha dues de les filles de Jamshid, Arnavāz i Shahrnāz (l'Avestan Arənavāci i Savaŋhavāci). Cada dia, els agents de Zahhāk agafen dos homes i els executen perquè els seus cervells puguin alimentar les serps de Zahhāk. Dos homes, anomenats Armayel i Garmayel, busquen rescatar la gent de la mort de les serps aprenent a cuinar i convertint-se en els cuiners reials de Zahhāk. Cada dia, Armayel i Garmayel salven un dels dos homes enviant-lo a les muntanyes i planes llunyanes i substitueixen el cervell de l’home amb el d’una ovella.

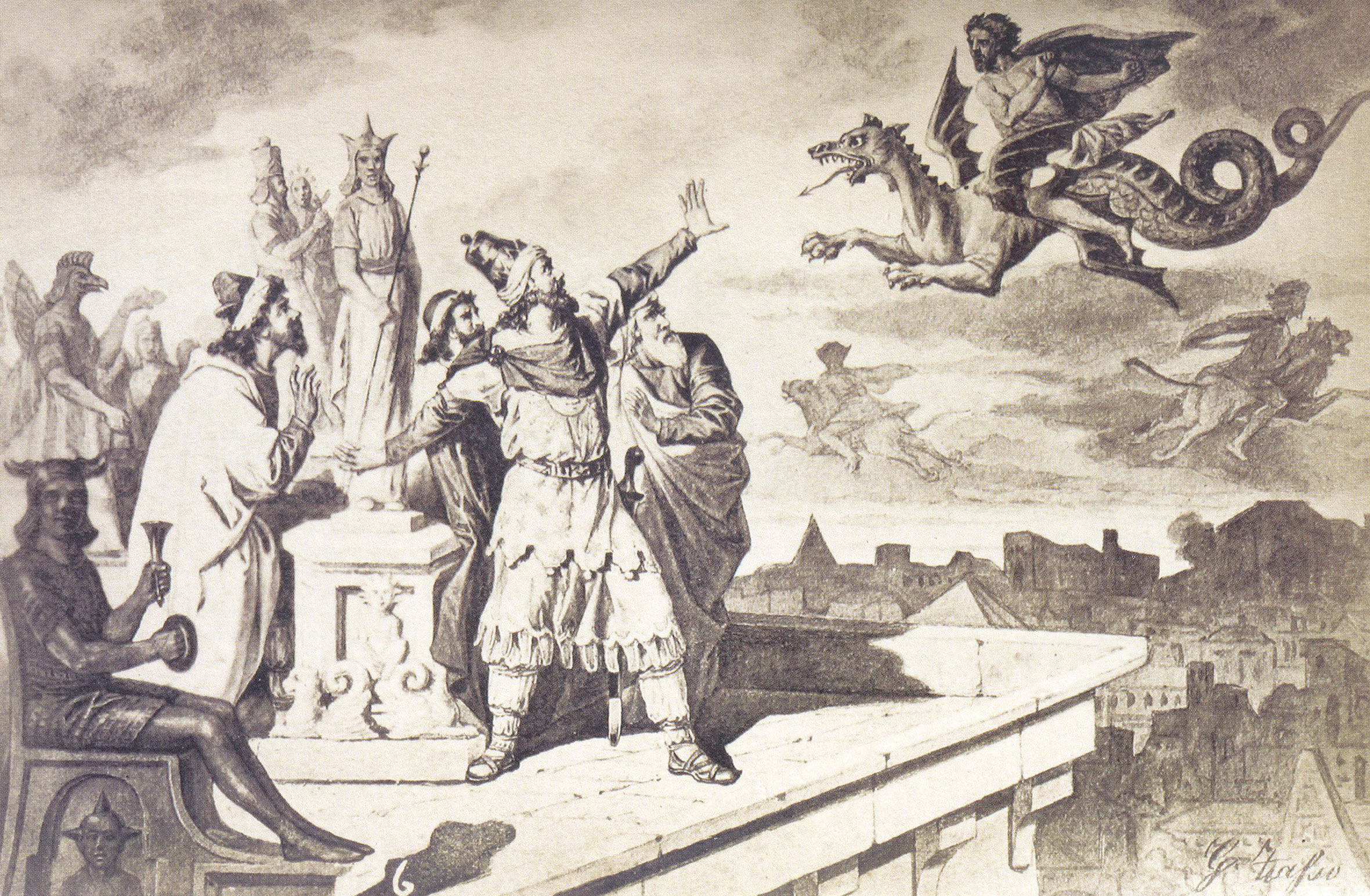
Somni d'Ajdahak.

La tirania de Zahhāk sobre el món dura segles. Una nit, Zahhāk somia amb tres guerrers que l'atacaran. El guerrer més jove derroca a Zahhāk amb la seva maça, el lliga i l’arrossega cap a la muntanya Damāvand mentre una gran multitud el segueix. Zahhāk es desperta i crida tan fort que els pilars del palau tremolen. Seguint el consell d'Arnavāz, Zahhāk convoca a savis i erudits per interpretar el seu somni. Els seus vacil·lants consultors romanen silenciosos fins que el més atrevit dels homes informa que el somni és una visió del final del regnat de Zahhāk a mans de Faridun, el jove amb la maça. Zahhāk està encantat de conèixer la identitat del seu enemic i ordena als seus agents que busquin a Faridun a tot el país i el capturin. Els agents s'assabenten que Faridun és un noi que es nodreix de la llet de la meravellosa vaca Barmāyeh. Els espies busquen Barmāyeh fins als prats de les muntanyes on pastura, però Faridun i la seva mare ja han fugit davant d'ells. Els agents maten la vaca, però es veuen obligats a tornar a Zahhāk amb la seva missió incomplerta.

### Revolució contra Zahhāk

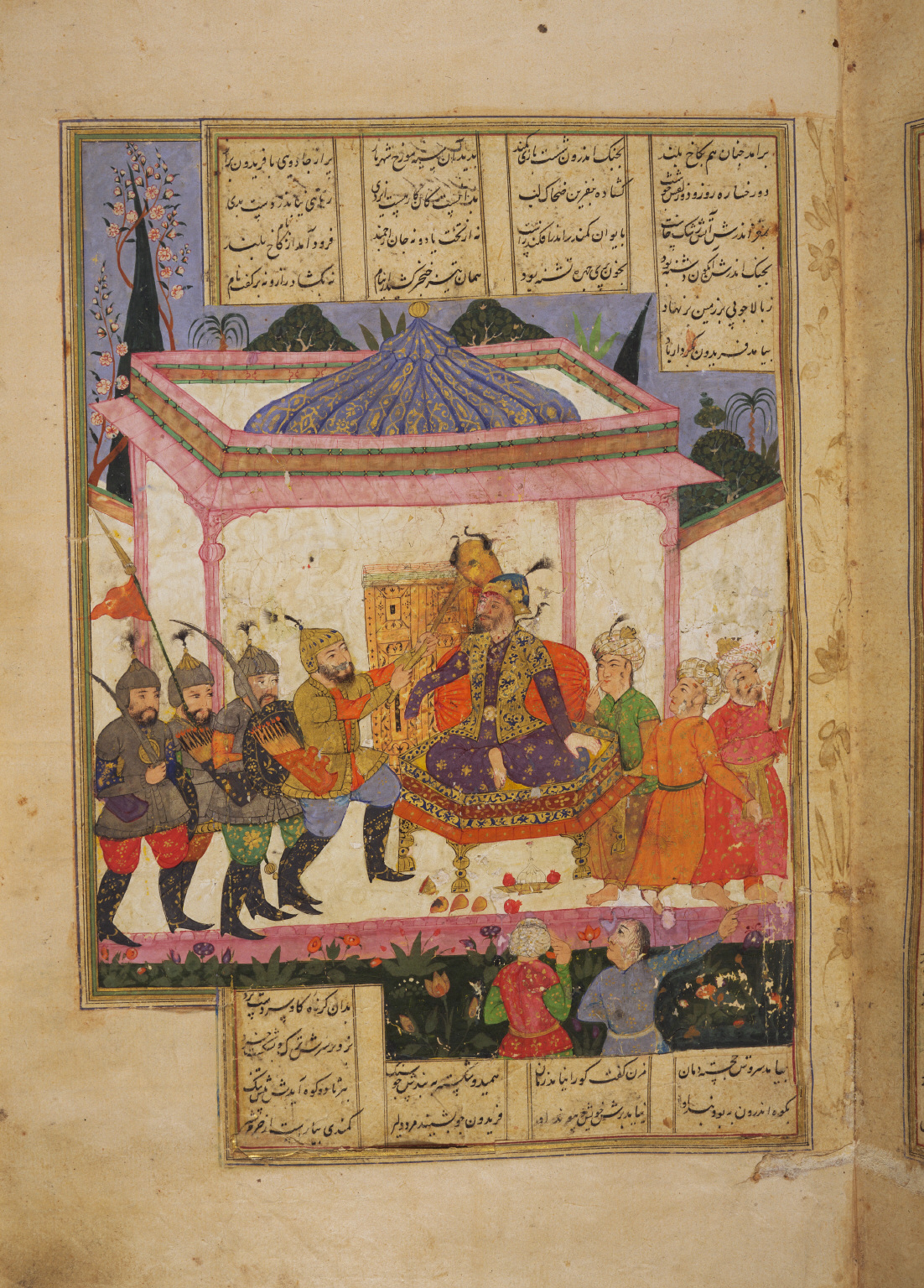
Faridun derrota a Zahhak.

Zahhāk viu els següens anys amb por i ansietat de Faridun i, per això, escriu un document que testimonia la virtut i la justícia del seu regne que serien certificats pels ancians i l'elit social del regne, amb l'esperança que el seu enemic es convenci per no exigir venjança. Gran part de l’assemblea convocada es lliura al testimoni per por per les seves vides. No obstant, un ferrer anomenat Kāveh parla amb ràbia perquè els seus fills han estat assassinats per alimentar les serps de Zahhāk i perquè el seu últim fill restant ha estat condemnat a la mateixa sort. Zahhāk ordena l'alliberament del fill de Kāveh per intentar coaccionar Kāva perquè certifiqui el document, però Kāva arrenca el document, abandona el tribunal i crea una bandera del davantal del seu ferrer com a estàndard de rebel·lió: la bandera Kāviyāni, derafsh-e Kāviyānī (درفش کاویانی). Kāva es proclama a ell mateix favorable a Faridun com a governant i reuneix una multitud per seguir-lo fins a les muntanyes d'Alborz, on Faridun està vivint ara com un home jove. Faridun accepta liderar la gent contra Zahhāk i els fa fer una maça amb un cap com el d'un bou.
Faridun surt a lluitar contra Zahhāk, que ja ha abandonat la seva capital, que recau en Faridun amb una resistència petita. Faridun allibera tots els presoners de Zahhāk, inclosos Arnavāz i Shahrnāz. Kondrow, el tresorer de Zahhāk, fingeix sotmetre’s a Faridun, però escapa discretament unit-se a Zahhāk i li informa del que ha passat. Zahhāk inicialment rebutja l'assumpte, però s'enfada en assabentar-se que Faridun ha assegut a les filles de Jamshid als trons al seu costat com les seves reines, i de seguida s'afanya a tornar a la seva ciutat per atacar Faridun. Zahhāk troba la seva capital reforçada contra ell, i el seu exèrcit es troba en perill front la defensa de la ciutat. En veure que no pot reduir la ciutat, es cola al seu propi palau com a espia i intenta assassinar Arnavaz i Shahrnāz. Faridun colpeja Zahhāk amb la seva maça de bou, però no el mata; per consell d'un àngel, lliga a Zahhāk i l'empresona en una cova sota la muntanya Damāvand. Faridun lliga Zahhāk amb una pell de lleó lligada a uns grans claus fixats a les parets de la caverna, on Zahhāk romandrà fins a la fi del món.

## Topònims
"Castell de Zahhak" és el nom d'una antiga ruïna a Hashtrud, província de l'Azerbaidjan oriental, Iran, que segons diversos experts, va estar habitada des del segon mil·lenni aC fins a l'era timúrida. Excavada per primera vegada al segle xix per arqueòlegs britànics, l’Organització per al Patrimoni Cultural de l’Iran ha estudiat l'estructura en 6 fases.

## Aži/Ahi en la tradició indo-iraniana
Les històries de serps monstruoses que són assassinades o empresonades per herois o éssers divins poden datar-se de la prehistòria i es troben en els mites de molts pobles indoeuropeus, inclosos els dels indo-iranians, és a dir, els avantpassats comuns dels iranians i els indis vèdics.
El punt més obvi de comparació és que en sànscrit vèdic ahi és un cognat de Avestan aži. Tanmateix, a la tradició vèdica, l'únic drac d'importància és el Vritra, però "no hi ha cap tradició iraniana d'un drac com l'indi Vritra" (Boyce, 1975: 91-92). A més, si bé la tradició iraniana té nombrosos dracs, tots ells malèvols, la tradició vèdica només té un altre drac a més de Vṛitra - ahi budhnya, el benèvol "drac de les profunditats". Als Veda, els déus lluiten contra els dracs, però, segons la tradició iraniana, aquesta és una funció dels herois mortals.
Així, tot i que sembla clar que els herois que assassinen dracs (i els déus en el cas dels Veda) "formaven part de la tradició i el folklore indo-iranià, també és evident que l'Iran i l'Índia van desenvolupar mites diferents al principi". (Skjaervø, 1989: 192)